# Кольруа-ла-Рош
Кольруа́-ла-Рош (фр. Colroy-la-Roche) — коммуна на северо-востоке Франции в регионе Гранд-Эст (бывший Эльзас — Шампань — Арденны — Лотарингия), департамент Нижний Рейн, округ Мольсем, кантон Мюциг. До марта 2015 года коммуна административно входила в состав упразднённого кантона Саль (округ Мольсем).
Площадь коммуны — 8,18 км², население — 474 человека (2006) с тенденцией к росту: 490 человек (2013), плотность населения — 59,9 чел/км².

## Население
| Год  | Численность | Численность |
| ---- | ----------- | ----------- |
| 2013 | 490         |             |
| 2015 | 494         | [ 7 ]       |
| 2016 | 500         | [ 8 ]       |
| 2017 | 488         | [ 9 ]       |
| 2018 | 485         | [ 10 ]      |
| 2019 | 476         | [ 11 ]      |
| 2020 | 473         | [ 12 ]      |
| 2021 | 471         | [ 13 ]      |
| 2022 | 472         | [ 1 ]       |

## Экономика
В 2010 году из 330 человек трудоспособного возраста (от 15 до 64 лет) 242 были экономически активными, 88 — неактивными (показатель активности 73,3 %, в 1999 году — 70,2 %). Из 242 активных трудоспособных жителей работали 220 человек (123 мужчины и 97 женщин), 22 числились безработными (пятеро мужчин и 17 женщин). Среди 88 трудоспособных неактивных граждан 15 были учениками либо студентами, 42 — пенсионерами, а ещё 31 — были неактивны в силу других причин.

## Достопримечательности (фотогалерея)

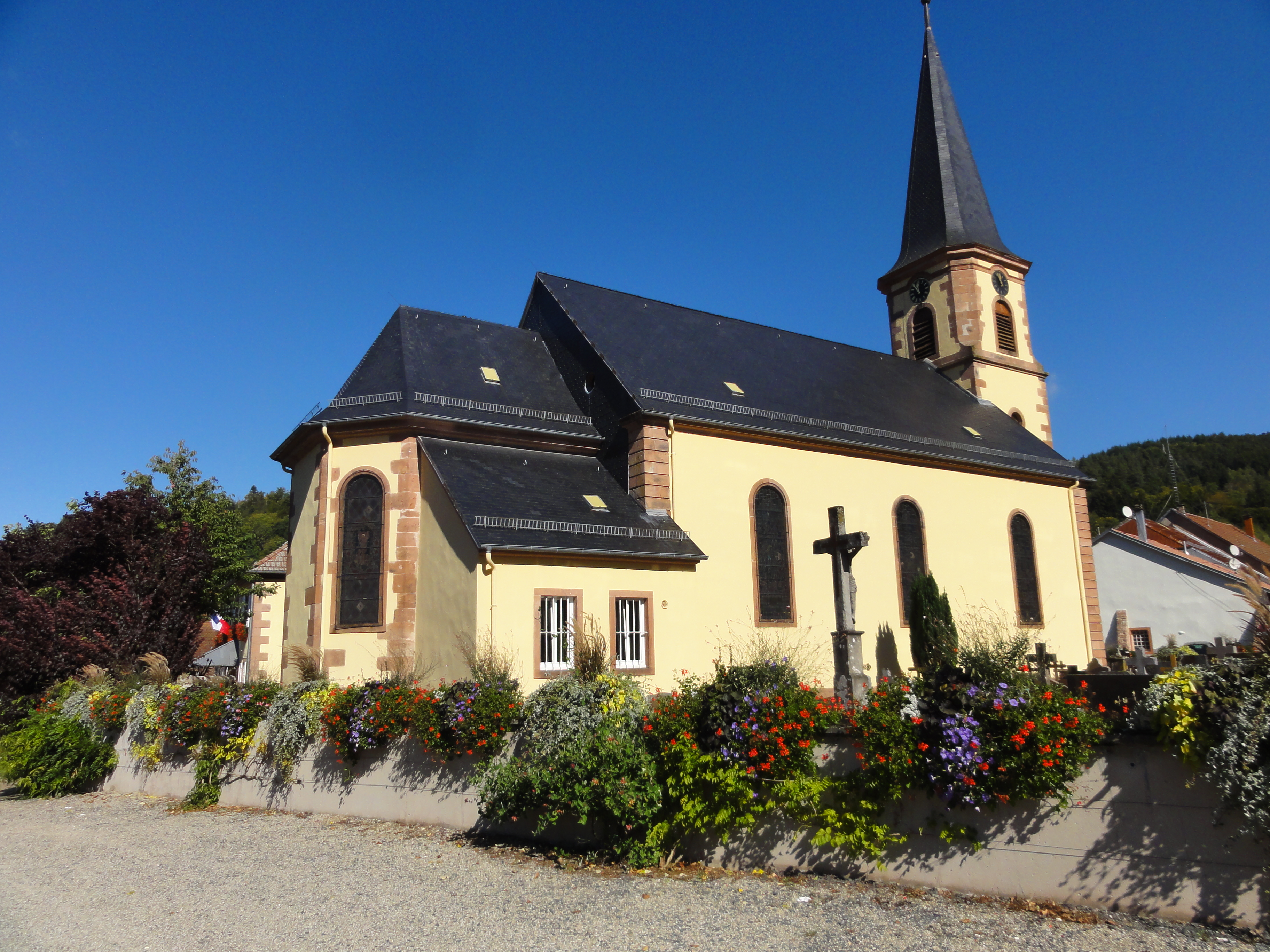
Церковь Святого Николая
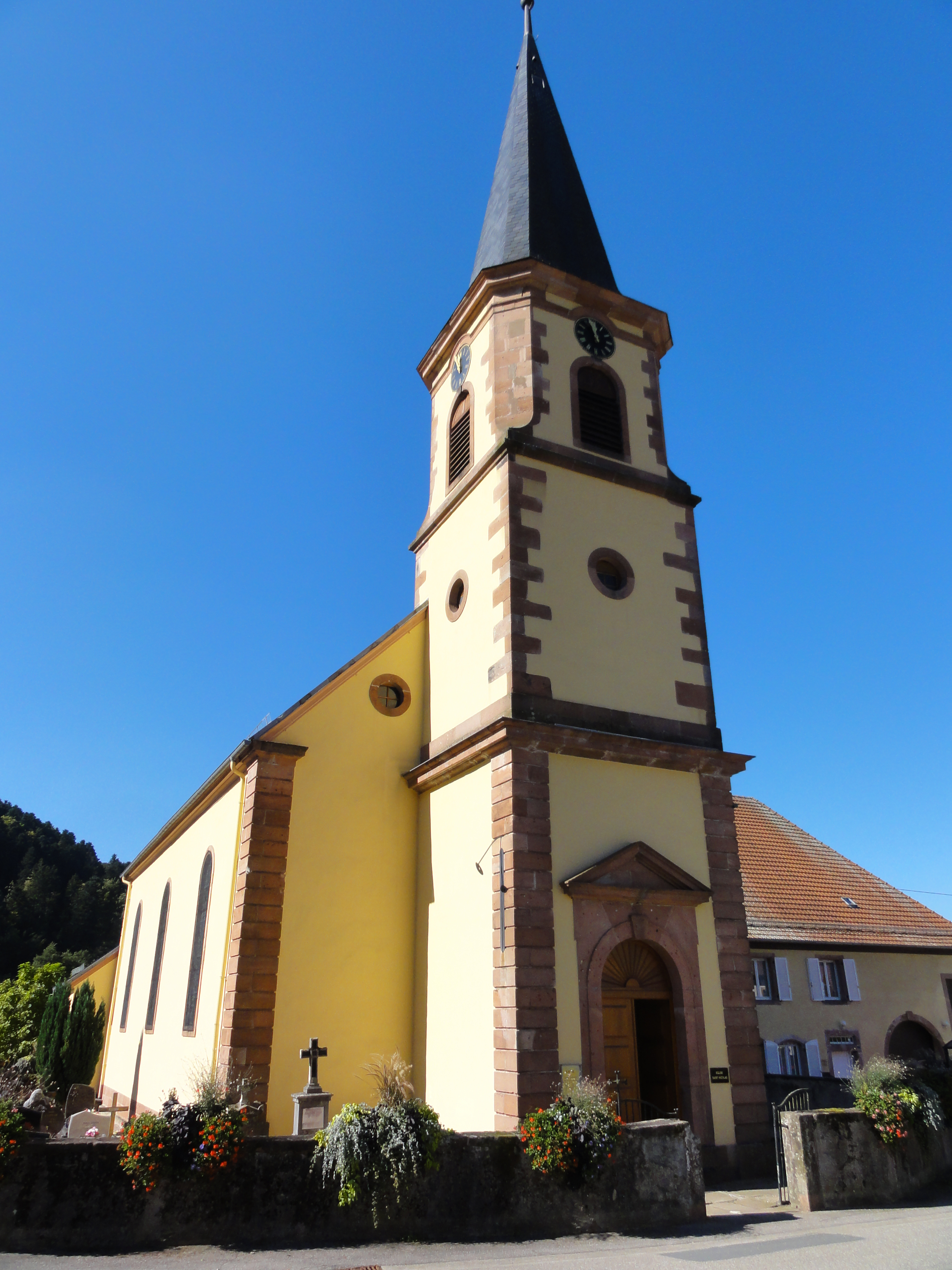
Колокольня
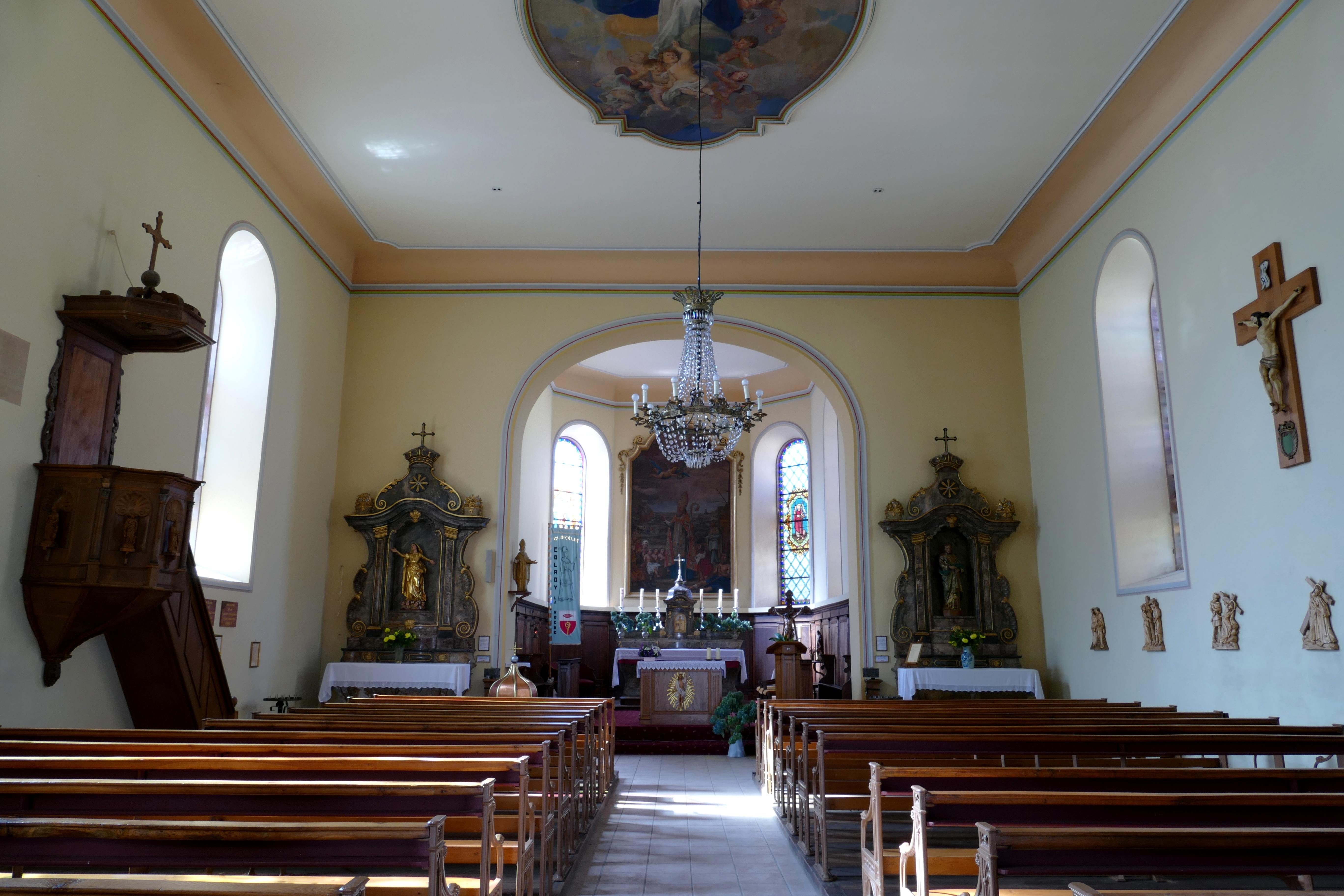
Интерьер
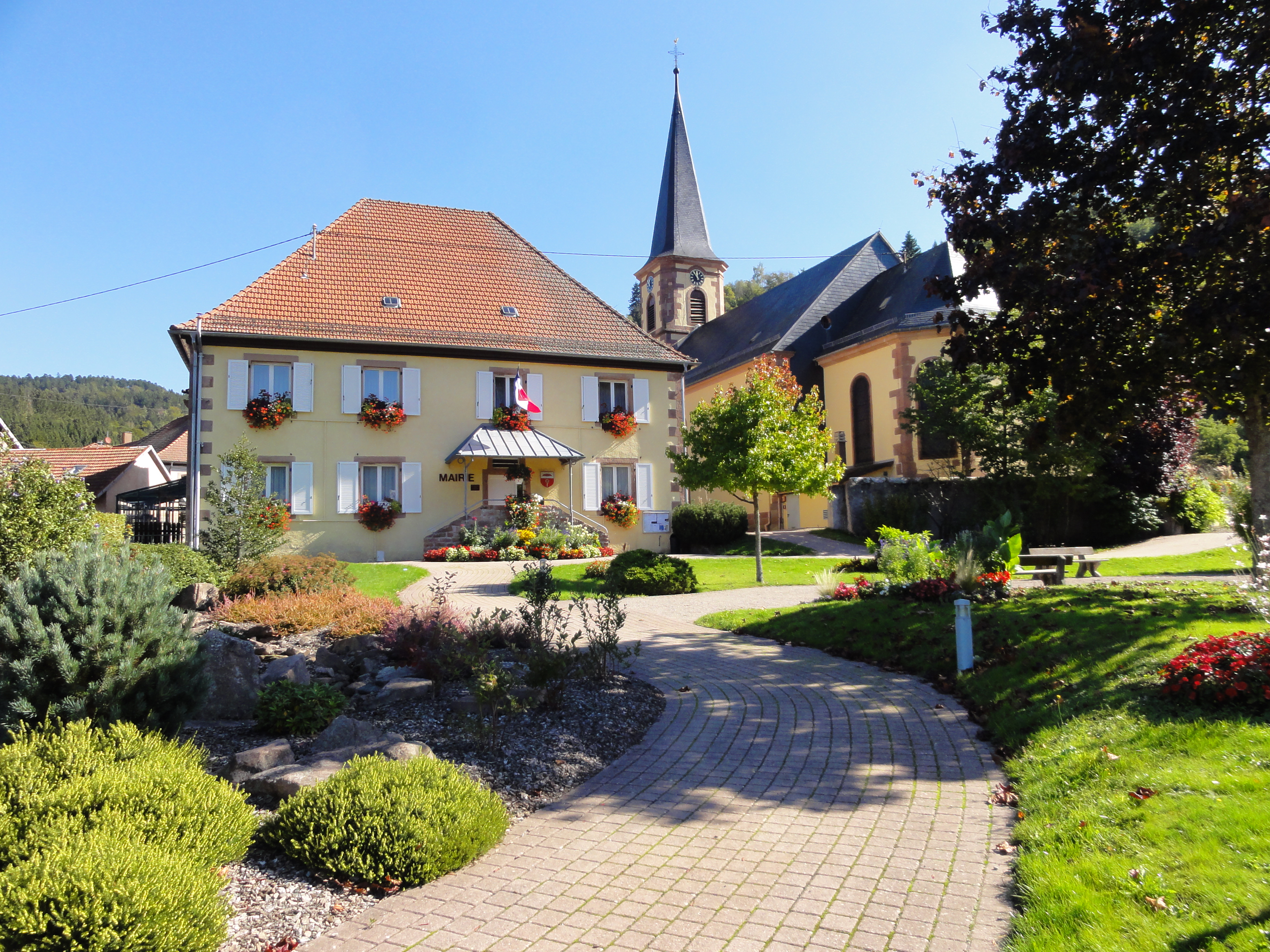
Здание мэрии
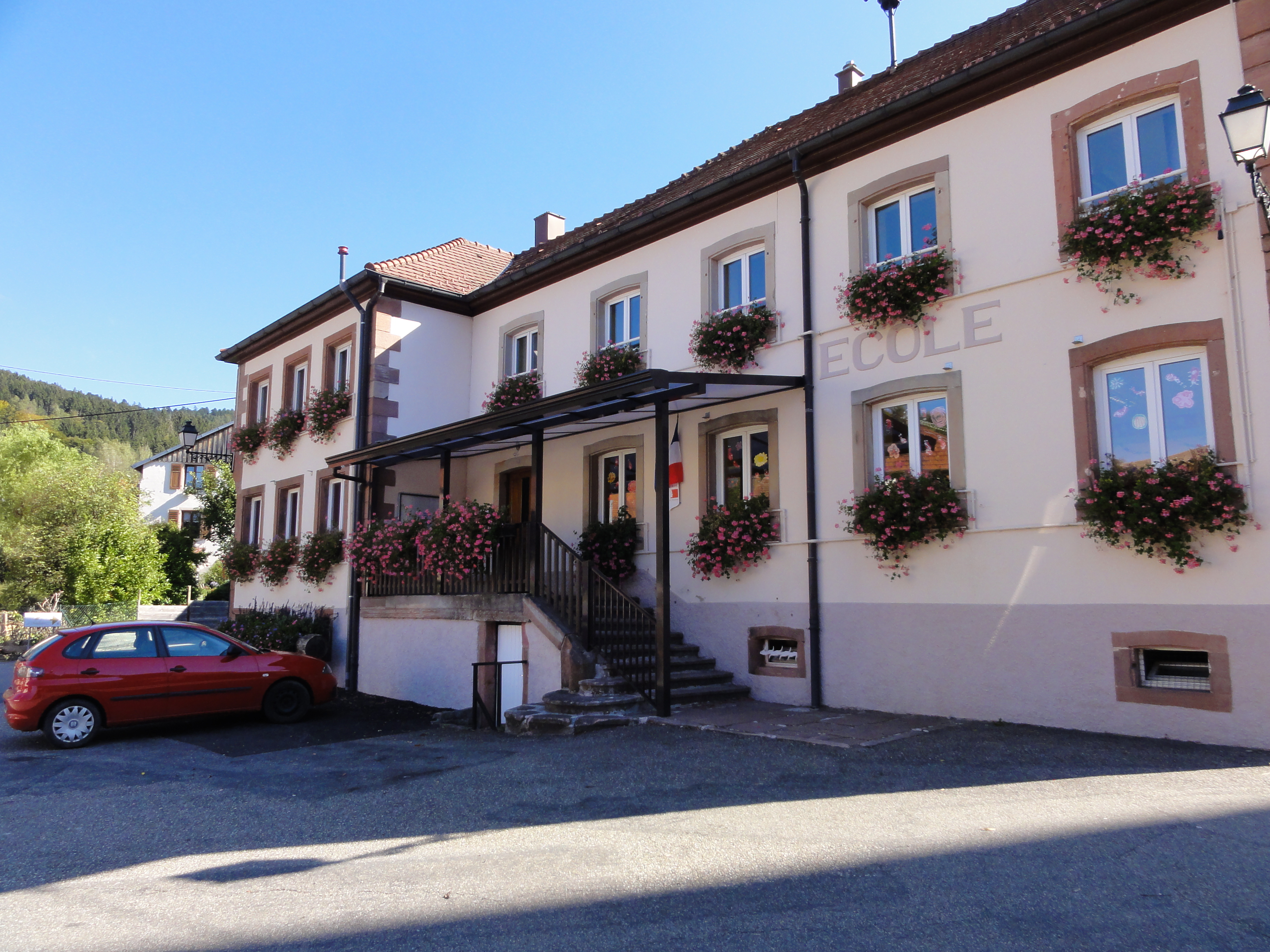
Здание школы